# Línea 2A (TUVISA)
La línea 2A de TUVISA de Vitoria recorre periféricamente Vitoria de manera circular.

## Características
Esta línea recorre de manera circular la circunvalación interior de Vitoria en el sentido de las agujas del reloj. Su recorrido es idéntico, aunque de sentido contrario a la Línea 2B
La línea entró en funcionamiento a finales de octubre de 2009, como todas las demás líneas de TUVISA, cuándo el mapa de transporte urbano en la ciudad fue modificado completamente. En junio de 2014, el recorrido fue ligeramente modificado para atender al nuevo edificio del Hospital Universitario de Álava (HUA), mientras que en 2017 se eliminó la parada de regulación horaria de Mendizorroza.Y en 2022 se puso en funcionamiento el BEI con el sistema BRT

### Frecuencias
| de lunes a viernes laborables |        |
| 6:00, 6:20, 6:40              |        |
| de 7:00 a 21:30               | 10 min |
| 21:50, 22:10                  |        |
| sábados laborables            |        |
| de 7:00 a 23:15               | 15 min |
| domingos y festivos           |        |
| de 8:00 a 22:20               | 20 min |
| laborables agosto             |        |
| de 7:00 a 22:15               | 15 min |

| de lunes a viernes laborables |
| 6:00, 6:20, 6:40              |
| 21:50, 22:15                  |
| sábados laborables            |
| 7:05, 23.05, 23:20            |
| domingos y festivos           |
| 8:00, 22:20                   |
| laborables agosto             |
| 7:05, 22:05, 22:20            |

## Recorrido

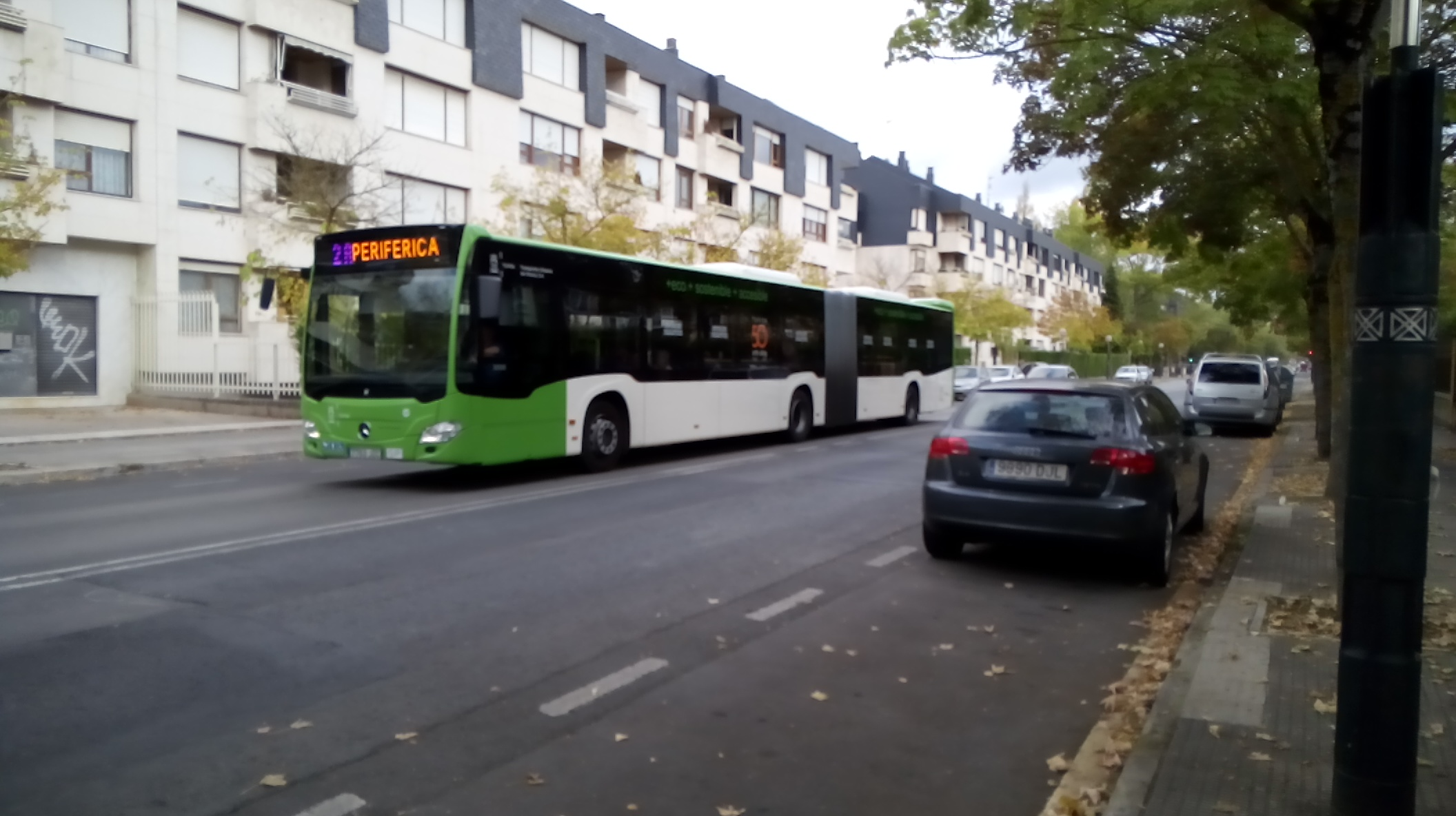
Nuevo autobús de TUVISA dando servicio a la línea en Salbatierrabide

La Línea comienza su recorrido en la calle Zaramaga, junto al centro comercial El Boulevar, desde este punto se dirige hacia la calle Madrid y Aragón para llegar a Jacinto Benavente. Tras pasar la vía férrea entra en el paseo Zumaquera y siguiendo por calle Álava y Salbatierrabide. Sigue con el recorrido hasta llegar a Rosalía de Castro y Castillo de Fontecha. Siguiendo el recorrido entra en Pedro Asúa y gira a la izquierda por Beato Tomás de Zumárraga hasta llegar al bulevar de Euskal Herria. Siguiendo recto accede a la calle Juan de Garay y llega al punto inicial.

## Paradas
| KBHFa |

| HST |

| HST |

| HST |

| HST |

| SBRÜCKE |

| HST |

| SBRÜCKE |

| HST |

| HST |

| SBRÜCKE |

| HST |

| HST |

| HST |

| HST |

| HST |

| BHF |

| HST |

| HST |

| STRo |

| HST |

| HST |

| HST |

| HST |

| HST |

| TRAM |

| HST |

| KBHFe |

| KBHFa |

| HST |

| HST |

| HST |

| HST |

| SBRÜCKE |

| HST |

| SBRÜCKE |

| HST |

| HST |

| SBRÜCKE |

| HST |

| HST |

| HST |

| HST |

| HST |

| BHF |

| HST |

| HST |

| STRo |

| HST |

| HST |

| HST |

| HST |

| HST |

| TRAM |

| HST |

| KBHFe |

| KBHFa |

| HST |

| HST |

| HST |

| HST |

| SBRÜCKE |

| HST |

| SBRÜCKE |

| HST |

| HST |

| SBRÜCKE |

| HST |

| HST |

| HST |

| HST |

| HST |

| BHF |

| HST |

| HST |

| STRo |

| HST |

| HST |

| HST |

| HST |

| HST |

| TRAM |

| HST |

| KBHFe |

| KBHFa |

| HST |

| HST |

| HST |

| HST |

| SBRÜCKE |

| HST |

| SBRÜCKE |

| HST |

| HST |

| SBRÜCKE |

| HST |

| HST |

| HST |

| HST |

| HST |

| BHF |

| HST |

| HST |

| STRo |

| HST |

| HST |

| HST |

| HST |

| HST |

| TRAM |

| HST |

| KBHFe |

## Futuro
El futuro de las líneas 2A y 2B es hacerlas evolucionar hacia el sistema BRT (Bus Rapid Transit, esto es, Autobús de Tránsito Rápido). Este nuevo sistema pretende que el autobús de combustión sea sustituido por el autobús eléctrico, que el vehículo circule por carriles bus en exclusividad y que cuente con preferencia semafórica; lo cual hace que este sistema sea una alternativa al tranvía, debido a su gran parecido con este otro medio de transporte.
Se pretende que el futuro BRT de Vitoria sea gestionado por Tuvisa, debido a que las líneas Periféricas son gestionadas por la entidad municipal; además hará unas conexiones similares a las líneas actuales uniendo varios puntos de interés de la ciudad como: Mendizorrotza (estadio y complejo deportivo), Hospital Universitario de Álava y edificio de consultas externas, Campus Universitario, Gobierno Vasco, estación de autobuses y Centro Comercial Boulevard. Se estima que la frecuencia sea de 8 minutos para horas puntas y de 12 minutos para el resto de horas. 
Han existido algunas dudas en algunos aspectos de como sería el BRT, los cuales son los siguientes:
- Puntos de recarga: se colocarán dos pantografos para recagar el autobús.
- Paradas: incluirán canceladoras como las del tranvía.
- Recorrido
- Vehículo: se utilizarán autobuses 100% eléctricos versión estándar (12 m) y versión articulada (18 m).
- Validación: podrán utilizarse las tarjetas de transporte de la CAPV; esto es, la tarjeta BAT (utilizada en Vitoria y el servicio regional de Álava Bus), la tarjeta Barik (utilizada en Bilbao) y la tarjeta MUGI (utilizada en Guipúzcoa).

Los barrios que quedarán intercomunicados serán los siguientes (si el recorrido fuese muy similar al actual; se especifican lugares cercanos que podrían comunicarse):
- Zaramaga (C.C. Boulevard)
- Gazalbide y Lakua (estación de autobuses y Gobierno Vasco), trazado por bulevar de Euskal Herria
- Barrio de Txagorritxu (Edificios del HUA -Txagorritxu y Consultas Externas-, Seminario y UNED)
- San Martín, trazado por Pedro Asúa
- Ariznavarra, trazado por Castillo de Fontetxa
- El Batán (complejo deportivo y estadio de Mendizorrotza)
- Ciudad Jardín y Campus Universitario
- Adurza-San Cristóbal, trazado por el paseo de la Zumaquera
- Zona Polvorín Viejo, Santa Lucía y Judizmendi, trazado por Jacinto Benavente
- Barrios de Arana, Arantzabela y Aranbizkarra, trazado por calles Aragón y Madrid

Se estima que este servicio pueda estar en marcha para el año 2019.